# 베네벤토
베네벤토(이탈리아어: Benevento)는 이탈리아 캄파니아주 베네벤토도의 코무네다. 베네벤토도의 도청 소재지이기도 하다. 나폴리로부터 북동쪽 50km 거리에 있다. 칼로레 강과 사바토 강이 합류하는 해발 130m 지점에 위치해 있고 로마 가톨릭교회의 대교구이기도 하다.
베네벤토는 고대 도시인 베네벤툼, 말레벤툼 지역에 위치해 있다. 도시 명칭에 있는 "-vent"는 시장의 의미로 추정하며 고대 지역의 명칭에서 일반적인 요소이다. 로마 전문가들은 Mal(um) + eventum 이어서 도시의 명칭의 의미가 "나쁜 일이 일어난 장소"라는 이론을 제시했다. 로마 제국시기에 이곳이 트로이아 전쟁후에 디오메데스에 의해 건설됐다고 전해졌기 때문이다.
베네벤토 시에 있는 산타 소피아 성당이 유네스코 세계 유산에 등재되어 있는 이탈리아의 랑고바르드에 포함된다.

## 역사

### 고대의 베네벤토
베네벤토이자 말레벤툼이라고 알려진 이 도시는 삼니움인들의 부족 도시중 하나였으며 시간이 흘러서 카푸아로부터 50km 떨어져 아피아 가도가 위치하면서 남부 이탈리아의 가장 중요한 도시중 하나가 된다. 그리고 칼로르 강(지금의 칼로레 강)의 저장소에 위치했다. 도시가 어느쪽에 속하는 건지에 대해서 사람들의 의견의 차이가 있다. 대 플리니우스는 히르피니 지역에 명확하게 전한 것에 비해 티투스 리비우스는 삼니움지역에 속한다고 여겼고 클라우디오스 프톨레마이오스 역시도 티투스 리비우스의 관점과 같았다. 모든 작가들은 저작물에서 도시가 매우 고대 도시임에 동의했다.솔리누스와 스테파누스 비잔티누스는 도시의 기원이 디오메데스에 의해 건설됐다고 간주했다. 페스투스는 이와 정반대로 오디세우스와 키르케의 아들인 아우손에 의해 건설되었다고 여겼다(전승에 의하면 말레벤툼은 삼니움인들에게 정복당한 아우소네스의 도시다.). 하지만 도시는 역사에서 삼니움의 도시로 처음 나타난다. 그리고 이미 강력한 도시로 묘사되어 로마인들 조차도 삼니움인들과 두 번의 전쟁 기간에 이곳을 공격할 시도조차도 하지 않았다. 하지만 3차 삼니움 전쟁때 이 도시가 로마인들에게 넘어갔지만 정확히 언제인지는 아무도 모른다. 아마 기원전 274년으로 추정하며 그 당시는 집정관 마니우스 쿠리우스 덴타투스가 이끄는 로마 군대가 피로스를 베네벤툼 전투에서 격파했을 때다. 6년 뒤인 기원전 268년, 로마인들은 더 나아가 소유권을 안전하게 하기 위해 라틴 시민권 부여와 함께 이곳을 로마화시켰다. 그 해는 이곳이 과거에 말레벤툼이라고 불린 이후로 처음으로 베네벤툼이라고 언급한 해이기도 하다. 로마인들은 말레벤툼이라는 명칭이 악의 전조라고 여겨 조금더 행운적인 의미의 이름으로 바꿨던 것이다. 말레벤툼이라는 명칭이 아크라가스(Acragas)에서 아그리젠툼(Agrigentum / 오늘날의 아그리젠토), 셀리누스(Selinus)에서 셀리눈티움(Selinuntium/ 오늘날의 셀리눈테의 유적지) 같이 삼니움인이나 오스칸인들의 명칭이였던 말로에이스(Maloeis), 또는 말리에스(Malieis)에서 전래됐을 가능성이 있다.
로마 식민지 베네벤툼은 빠르게 번영한 것으로 보인다. 그리고 제2차 포에니 전쟁때 캄파니아 지역과 근접했고 요새도 있어서 중요도 때문에 반복해서 로마 장군들에게 사용됐다. 바로 이웃지역에서 전쟁에서 결정적인 전투 두 차례인 티베리우스 그라쿠스가 카트라고 장군 한노를 격파시킨 베네벤툼 전투와 많은 양의 곡물을 모은 한노의 캠프에서 폭풍이 몰아치고 로마의 집정관 퀸투스 풀비우스 플라쿠스에 의해 뺏긴 기원전 212년에 벌어진 전투가 벌어졌다.

## 경제
베네벤토 지역의 경제는 전통적으로 농업이다. 주요 생산품은 덩굴식물, 올리브와 담배다. 주요 산업은 음식물 가공이며 섬유, 기계, 건설 회사들도 존재한다.

## 기후
| Benevento (1961-1990) Elevation 170 meters (558 feet)의 기후 | Benevento (1961-1990) Elevation 170 meters (558 feet)의 기후 | Benevento (1961-1990) Elevation 170 meters (558 feet)의 기후 | Benevento (1961-1990) Elevation 170 meters (558 feet)의 기후 | Benevento (1961-1990) Elevation 170 meters (558 feet)의 기후 | Benevento (1961-1990) Elevation 170 meters (558 feet)의 기후 | Benevento (1961-1990) Elevation 170 meters (558 feet)의 기후 | Benevento (1961-1990) Elevation 170 meters (558 feet)의 기후 | Benevento (1961-1990) Elevation 170 meters (558 feet)의 기후 | Benevento (1961-1990) Elevation 170 meters (558 feet)의 기후 | Benevento (1961-1990) Elevation 170 meters (558 feet)의 기후 | Benevento (1961-1990) Elevation 170 meters (558 feet)의 기후 | Benevento (1961-1990) Elevation 170 meters (558 feet)의 기후 | Benevento (1961-1990) Elevation 170 meters (558 feet)의 기후 |
| 월                                                           | 1월                                                          | 2월                                                          | 3월                                                          | 4월                                                          | 5월                                                          | 6월                                                          | 7월                                                          | 8월                                                          | 9월                                                          | 10월                                                         | 11월                                                         | 12월                                                         | 연간                                                         |
| ------------------------------------------------------------ | ------------------------------------------------------------ | ------------------------------------------------------------ | ------------------------------------------------------------ | ------------------------------------------------------------ | ------------------------------------------------------------ | ------------------------------------------------------------ | ------------------------------------------------------------ | ------------------------------------------------------------ | ------------------------------------------------------------ | ------------------------------------------------------------ | ------------------------------------------------------------ | ------------------------------------------------------------ | ------------------------------------------------------------ |
| 역대 최고 기온 °C (°F)                                       | 16.6 (61.9)                                                  | 18.7 (65.7)                                                  | 21.3 (70.3)                                                  | 25.9 (78.6)                                                  | 31.0 (87.8)                                                  | 34.9 (94.8)                                                  | 36.2 (97.2)                                                  | 36.7 (98.1)                                                  | 33.1 (91.6)                                                  | 28.2 (82.8)                                                  | 20.9 (69.6)                                                  | 17.3 (63.1)                                                  | 36.7 (98.1)                                                  |
| 일평균 최고 기온 °C (°F)                                     | 11.1 (52.0)                                                  | 12.3 (54.1)                                                  | 14.9 (58.8)                                                  | 19.1 (66.4)                                                  | 23.6 (74.5)                                                  | 28.2 (82.8)                                                  | 31.3 (88.3)                                                  | 31.2 (88.2)                                                  | 27.3 (81.1)                                                  | 21.7 (71.1)                                                  | 16.0 (60.8)                                                  | 12.6 (54.7)                                                  | 20.8 (69.4)                                                  |
| 일일 평균 기온 °C (°F)                                       | 7.6 (45.7)                                                   | 8.5 (47.3)                                                   | 10.7 (51.3)                                                  | 14.2 (57.6)                                                  | 18.0 (64.4)                                                  | 22.1 (71.8)                                                  | 24.7 (76.5)                                                  | 24.7 (76.5)                                                  | 21.7 (71.1)                                                  | 16.8 (62.2)                                                  | 12.3 (54.1)                                                  | 9.4 (48.9)                                                   | 15.9 (60.6)                                                  |
| 일평균 최저 기온 °C (°F)                                     | 4.1 (39.4)                                                   | 4.6 (40.3)                                                   | 6.5 (43.7)                                                   | 9.2 (48.6)                                                   | 12.5 (54.5)                                                  | 16.0 (60.8)                                                  | 18.0 (64.4)                                                  | 18.2 (64.8)                                                  | 16.1 (61.0)                                                  | 11.9 (53.4)                                                  | 8.5 (47.3)                                                   | 6.2 (43.2)                                                   | 11.0 (51.8)                                                  |
| 역대 최저 기온 °C (°F)                                       | −1.5 (29.3)                                                  | −2.9 (26.8)                                                  | −0.5 (31.1)                                                  | 3.4 (38.1)                                                   | 7.1 (44.8)                                                   | 9.7 (49.5)                                                   | 13.7 (56.7)                                                  | 13.7 (56.7)                                                  | 10.0 (50.0)                                                  | 4.0 (39.2)                                                   | 1.0 (33.8)                                                   | −1.2 (29.8)                                                  | −2.9 (26.8)                                                  |
| [ 출처 필요 ]                                                |                                                              |                                                              |                                                              |                                                              |                                                              |                                                              |                                                              |                                                              |                                                              |                                                              |                                                              |                                                              |                                                              |